# Anarthrotarsus martensi
Espèce
Anarthrotarsus martensi est une espèce d'opilions dyspnois de la famille des Trogulidae.

## Distribution
Cette espèce est endémique de Crète en Grèce.

## Description
Le mâle holotype mesure 3,95 mm.

## Systématique et taxinomie
Cette espèce a été décrite par Šilhavý en 1967.

## Étymologie
Cette espèce est nommée en l'honneur de Jochen Martens.

## Publication originale
- Šilhavý, 1967 : « Anarthrotarsus martensi, ein neuer Weberknecht aus Griechenland (Arach., Opiliones). » Senckenbergiana biologica, vol. 48, no 3, p. 175–178.